# Nannarrup hoffmani
Nannarrup hoffmani är en mångfotingart som beskrevs av Foddai, Bonato, Pereira och Minelli 2003. Nannarrup hoffmani ingår i släktet Nannarrup och familjen storhuvudjordkrypare. Inga underarter finns listade i Catalogue of Life.